# Mercedes-Benz W 108
Der Mercedes-Benz W 108 ist ein Oberklasse-Modell von Daimler-Benz, das von Mitte 1965 bis Herbst 1972 produziert wurde.
Die Baureihe W 108 hatte stets konventionelle Stahlfederung, während die 300 SEL mit Luftfederung als W 109 bezeichnet wurden. Die Modellpflege im Frühjahr 1968 brachte den Übergang von der mechanischen zur elektronischen Saugrohreinspritzung.
Nachfolger wurde die S-Klasse der Baureihe W 116.

## Modellgeschichte

### Allgemeines

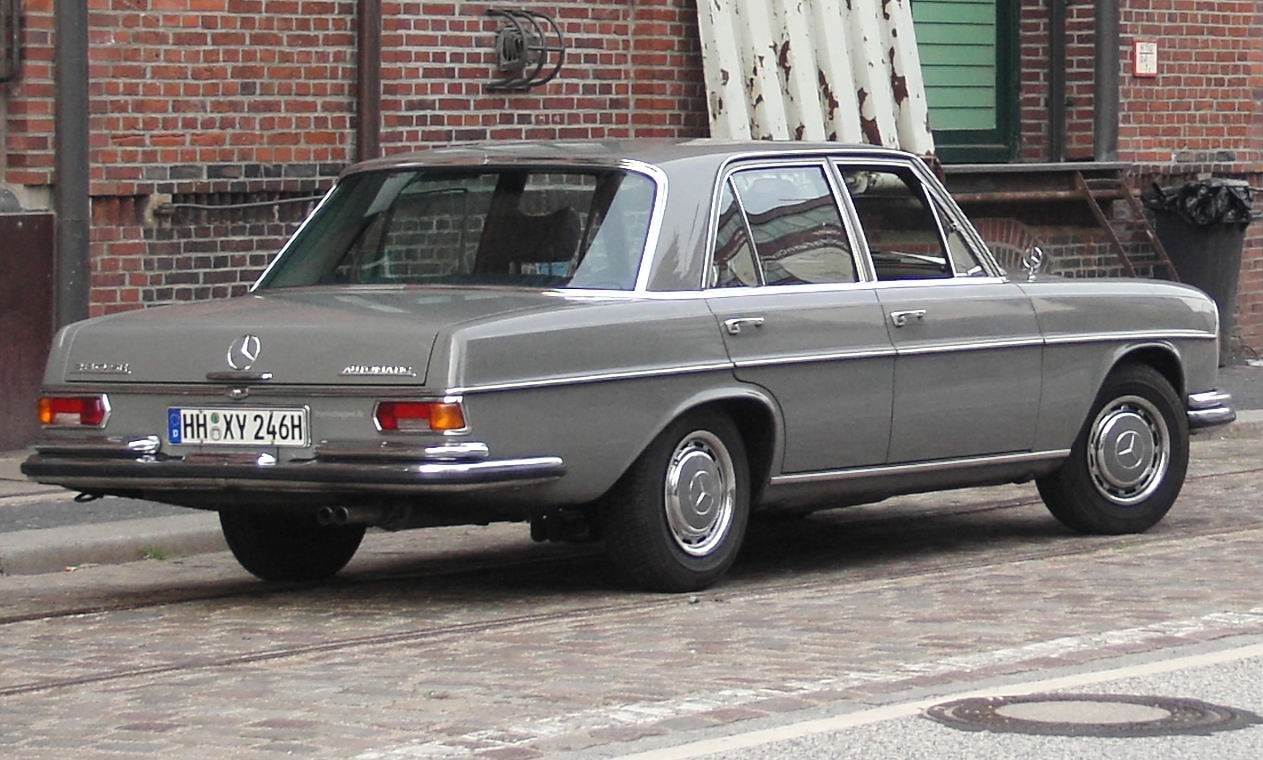
Heckansicht

Im August 1965 wurde mit den Typen 250 S, 250 SE und 300 SE eine neue Generation der Oberklasse präsentiert, die die Nachfolge der Heckflossen-Typen W 111 (220 Sb, 220 SEb) und W 112 (300 SE) antreten sollte. Allen drei Modellen gemeinsam war eine von Paul Bracq gezeichnete Karosserie, deren Linienführung am Coupé der Reihe W 111 orientiert war. Mit diesen Modellen begann die Tradition, dass das Oberklassecoupé eine neue Stilrichtung der Marke Mercedes-Benz vorgibt.
Das technische Konzept der neuen Typen entsprach weitgehend dem der Vorgänger, wobei neben der neuen Karosserie auch neue Motoren Einzug hielten. Die neue Karosserie wirkte sachlicher, woran die entfallenen Heckflossen ihren Anteil hatten. Die Fensterflächen wurden vergrößert. Der Wagen war 6 cm niedriger als der Vorgängertyp, trotz der von 13" auf 14" vergrößerten Räder. Ab Januar 1968 wurde eine überarbeitete Version der Modellreihe angeboten. Die Änderungen betrafen unter anderem das Motorenangebot, den Innenraum und die Gestaltung der Lenksäule.
Die Produktion des Modells 250 SE endete mit Beginn des Jahres 1968. Als Nachfolger wurden im Januar die Typen 280 S und 280 SE vorgestellt, die sich nur in der Motorisierung und in Ausstattungsdetails von ihren Vorgängern unterscheiden. Der neu entwickelte 2,8-Liter-Sechszylindermotor leistet in der Vergaserversion (S) 140 PS (103 kW) und mit Saugrohreinspritzung (SE) 160 PS (118 kW). Die Produktion des Modells 300 SE wurde Ende 1967 eingestellt, während der Typ 250 S bis 1969 weitergebaut wurde.
Beim W 108 konnte zwischen kurzem und langem Radstand gewählt werden. Der ab 1966 angebotene W 109 war immer die Langversion (SEL). Merkmal des W 109 ist die serienmäßige Luftfederung, außerdem bestehen Detailunterschiede bei den Motoren (Aufhängung für den Kompressor), bei der Innenausstattung, der Grundausstattung und den Türen. Vieles von der Technik der W 108-Limousinen mit Einspritzmotor (250 SE, 280 SE, 300 SE, 3.5er) von Sommer 1965 bis zum Produktionsende im Herbst 1972 wurde auch in die Coupés und Cabrios des Typs W 111 eingebaut (Motoren, Getriebe, Achsen, Federung, Bremsen, Lenkung, Instrumente u. v. a.).

### Karosserievarianten
- Limousine S und SE mit konventioneller Federung (Stahlwendelfedern)
- Limousine SEL – Langversion mit um 10 cm vergrößertem Radstand und Stahlfederung

Modelle: 250 S, 250 SE, 280 S, 280 SE, 280 SEL, 300 SE, 280 SE 3.5, 280 SEL 3.5 und 280 SEL 4.5 (US-Version)

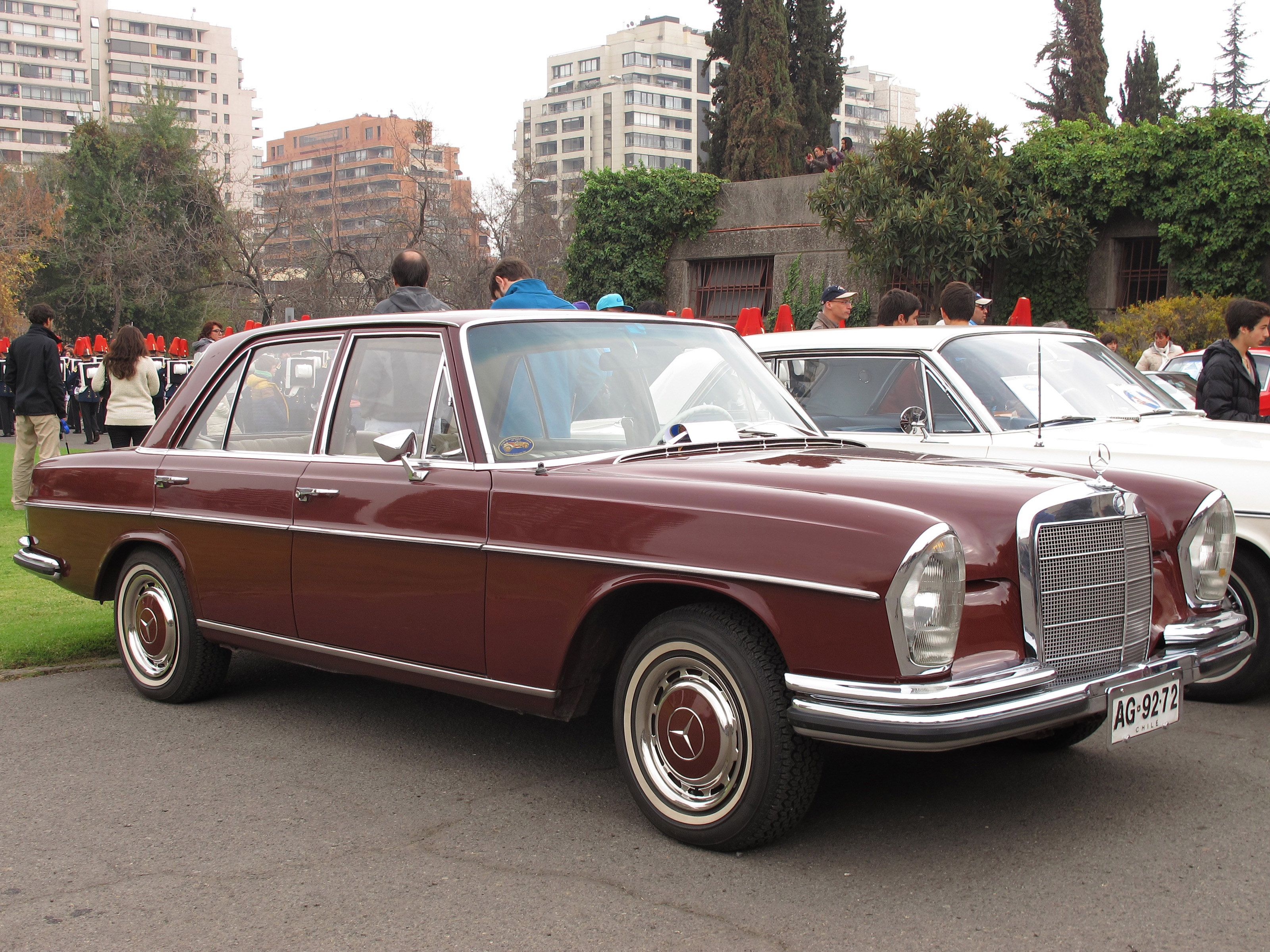
250 SE (1967)
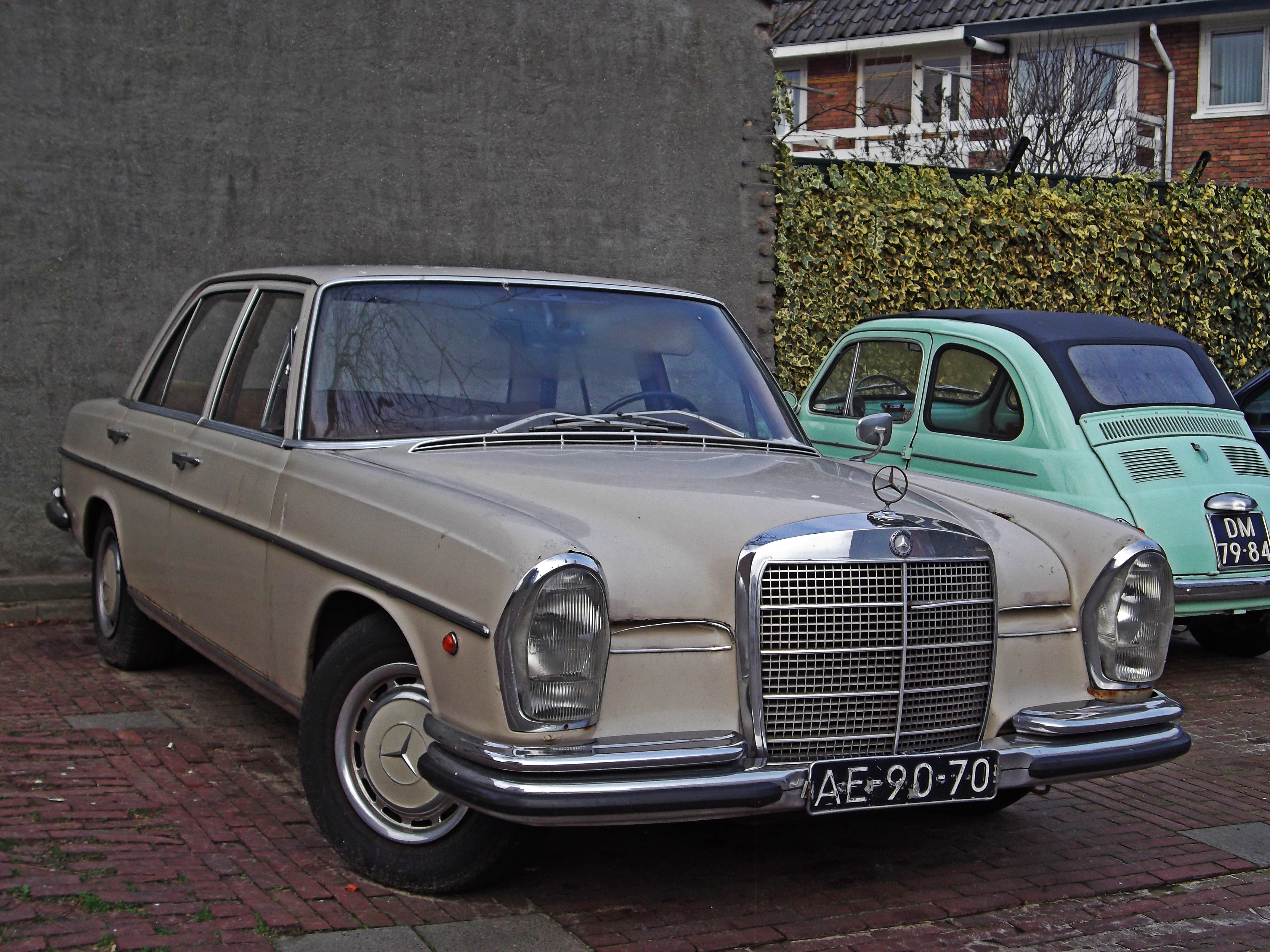
250 SE (Italienische Seiten-Blinker)
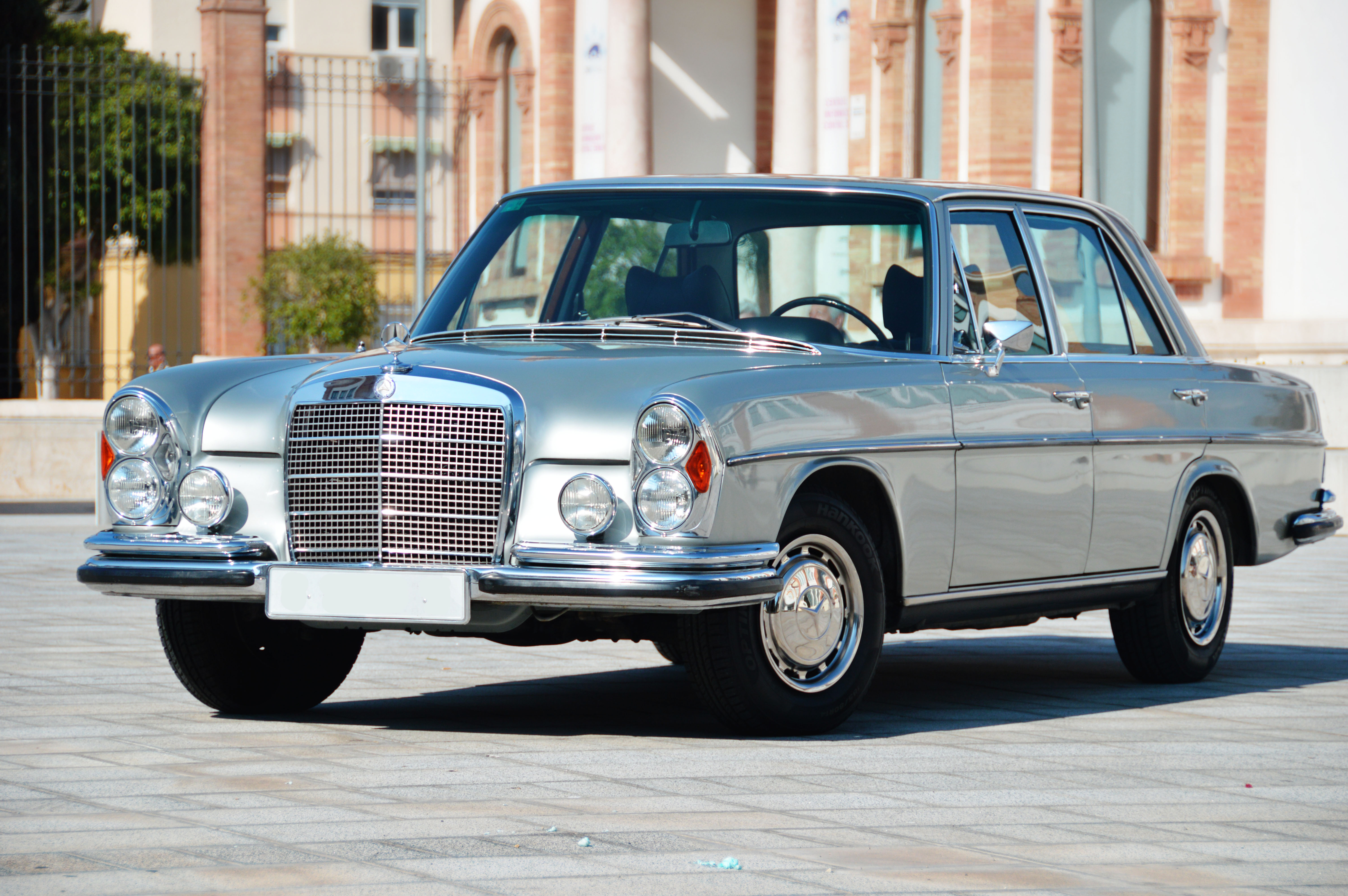
280 SE
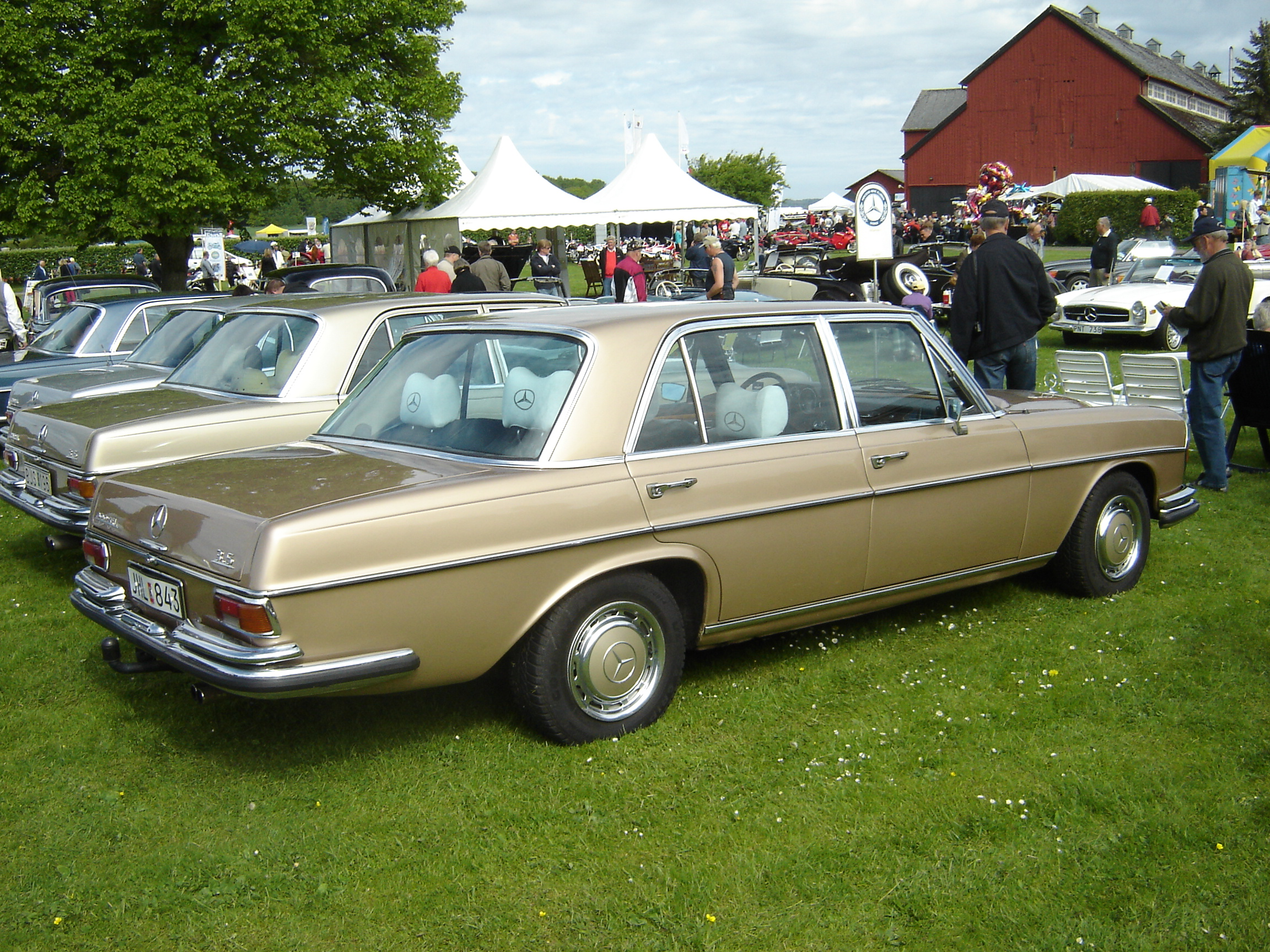
280 SEL 3.5
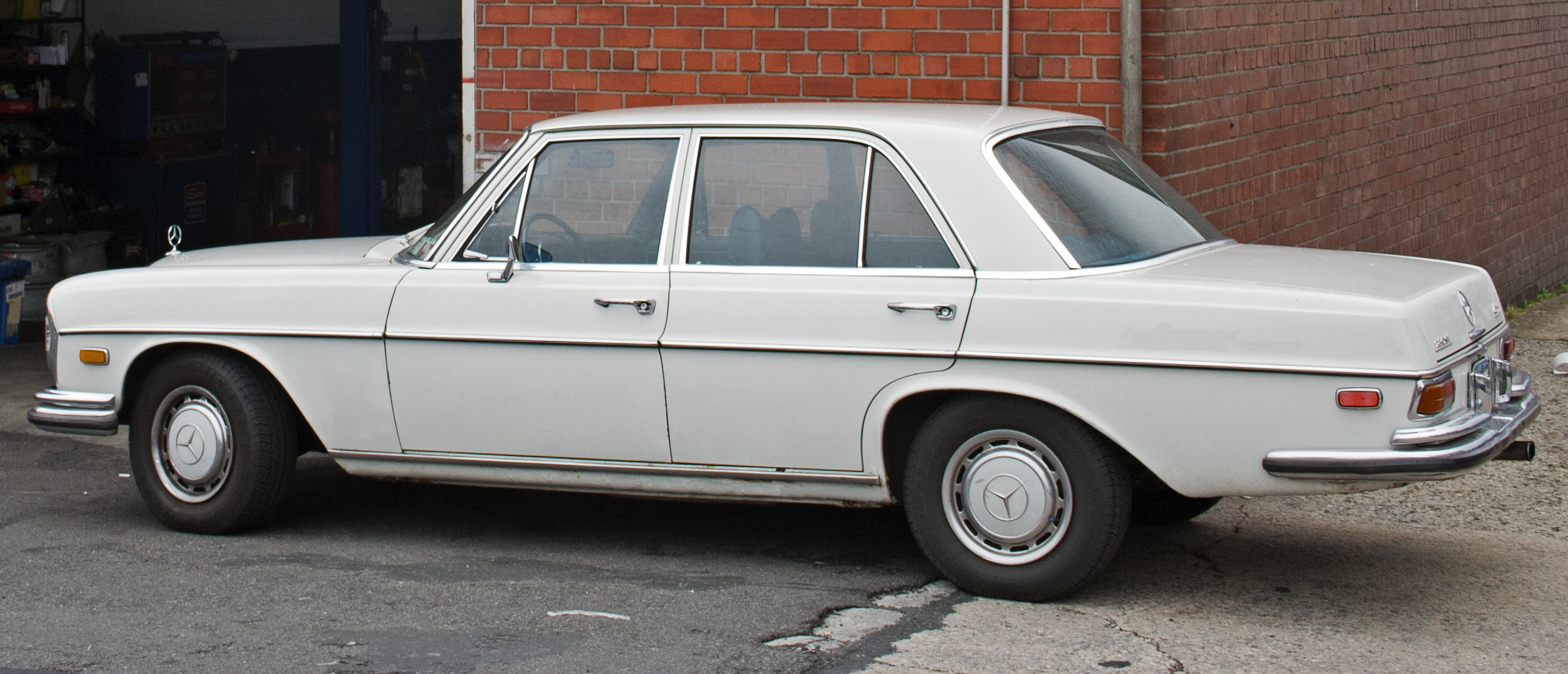
280 SE 4.5 (1972)
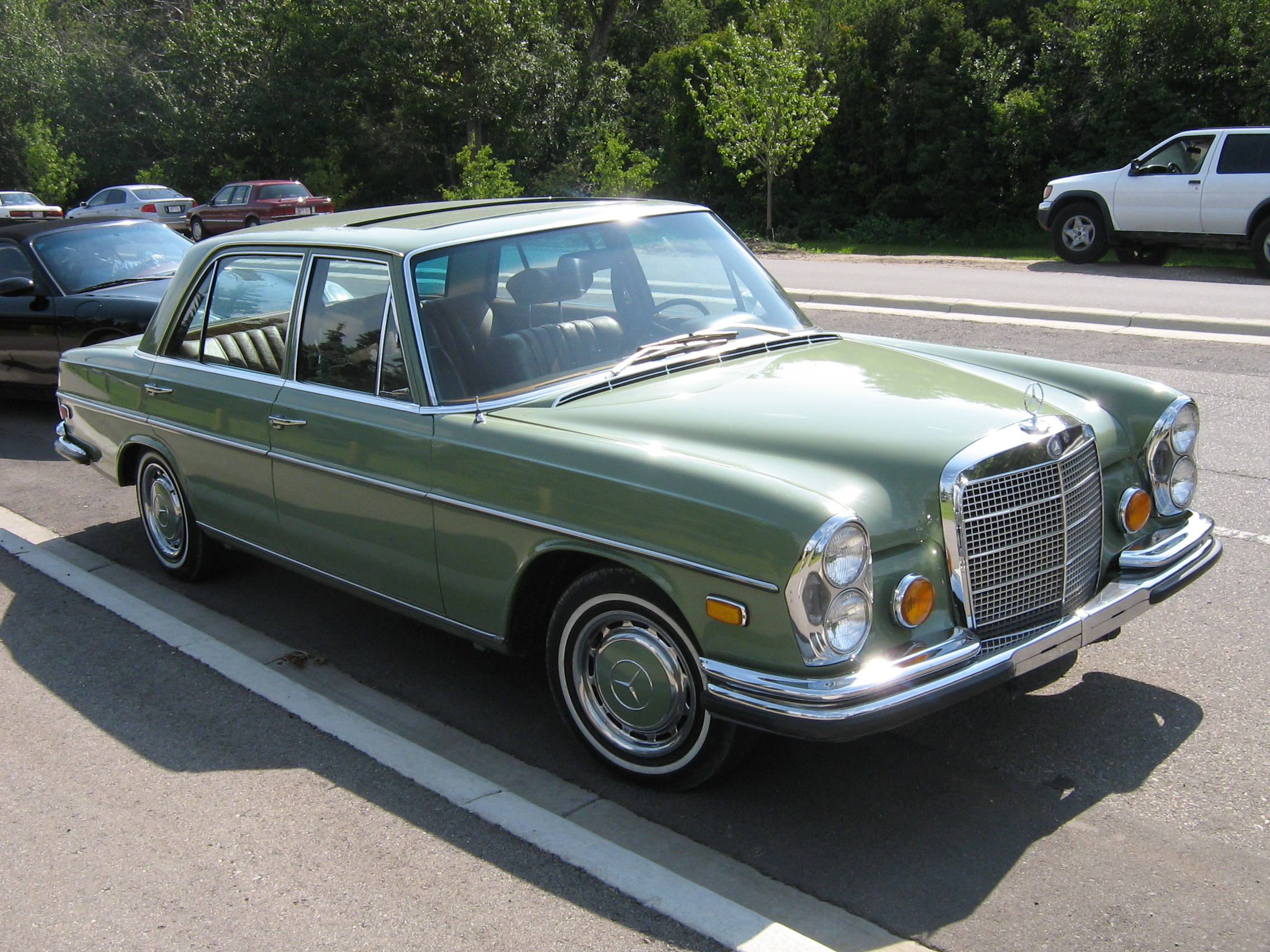
280 SE 4.5
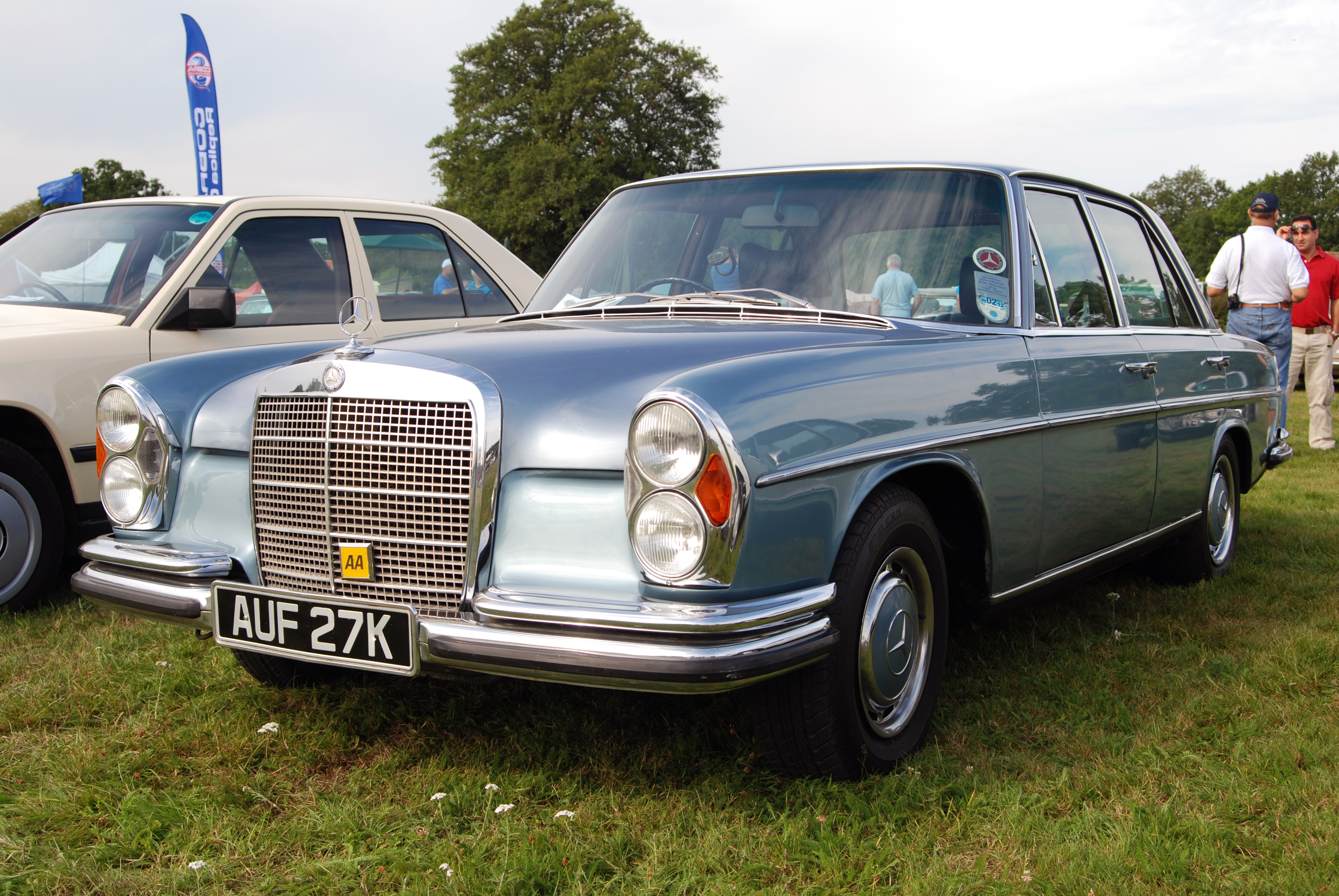
280 SE Rechtslenker
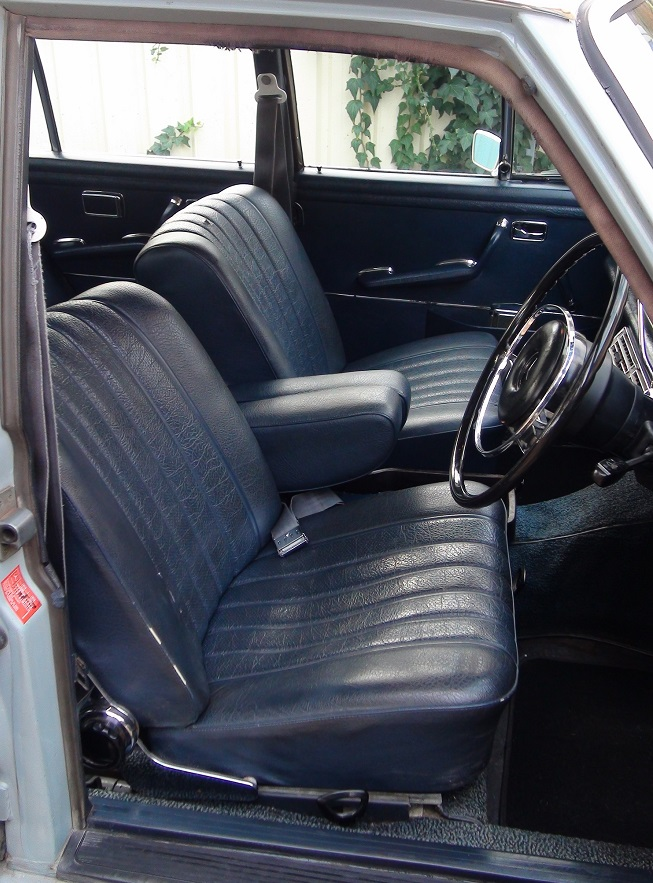
280 SE Interieur (noch ohne Kopfstützen)
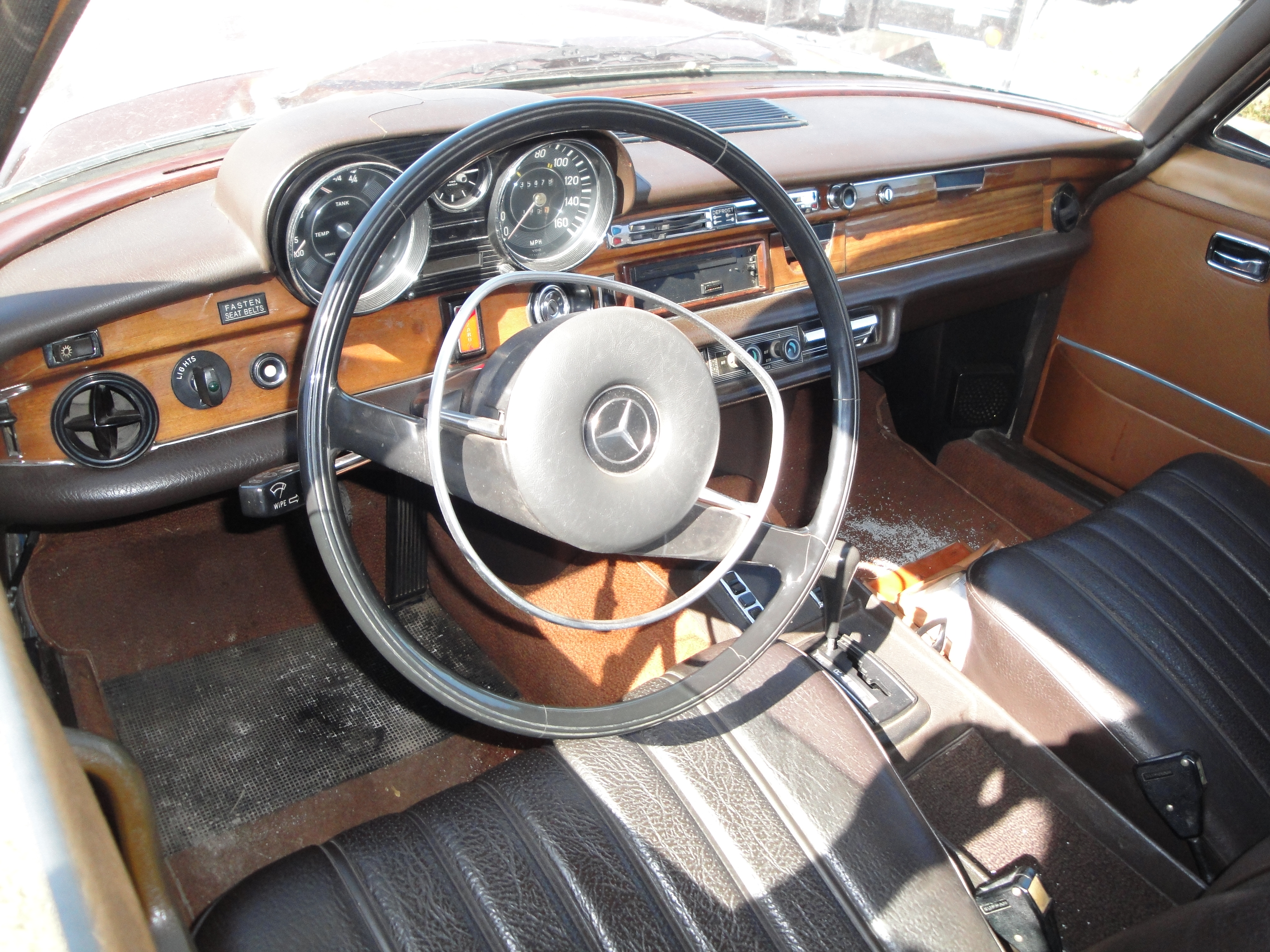
Interieur eines 280 SEL

### Technik
Neu waren auch die beiden 2,5-Liter-Motoren, die aus dem 2,2-Liter-Motor M 180 durch Aufbohren und Vergrößerung des Hubs entwickelt worden waren. Die verlängerte Kurbelwelle ist siebenfach gelagert. Mit diesen Modifikationen endete das Motorenkonzept mit paarweise gegossenen Zylindern; die späteren 2,8-Liter-Versionen bekamen einen gleichmäßigen Zylinderabstand und erwiesen sich in der Folge als wesentlich stabiler und sparsamer. Der Vergasermotor des 250 S hat 130 PS (96 kW), der Einspritzmotor des 250 SE leiste 150 PS (110 kW), der Motor des 300 SE 170 PS (125 kW). Das Kurbelgehäuse dieses Motors ist aus einer Aluminiumlegierung.
Die Einscheiben-Trockenkupplung mit Schraubenfeder ist hydraulisch betätigt. Das Schaltgetriebe hat vier Gänge und ist vollsynchronisiert. 300 SEb und SEL waren mit Fünfganggetriebe von ZF lieferbar. Das gegen Aufpreis erhältliche Viergang-Automatikgetriebe mit hydraulischer Kupplung, das K4A 025, wurde 1968, je nach Motorisierung, durch die Drei- und Vierganggetriebe der Folgebaureihen ersetzt, die für die V8-Motoren Drehmomentwandler besaßen. Wegen der von der Ausgangswelle angetriebenen Sekundärölpumpe, die bei stehendem Motor die Schmierung des Getriebes sicherstellt, kann der Wagen an- oder abgeschleppt werden.
Die Kardanwelle ist zweiteilig mit einem Gelenk mit elastischer Scheibe und zwei Kreuzgelenken. Das Hinterachsgetriebe mit Hypoidantrieb-Verzahnung ist leicht nach links versetzt, in der Mitte sitzt das nach unten versetzte Gelenk der Eingelenk-Pendelachse, die an Längslenkern geführt ist. Auf den Lenkern stehen Schraubenfedern, aber einen großen Teil der gleichseitigen Federung übernimmt eine Ausgleichsfeder hinter dem Differentialgetriebe. An den Halbachsen sind auch die Gasdruckstoßdämpfer befestigt.
Die Vorderräder sind einzeln an Doppelquerlenkern mit Schraubenfedern, Teleskopstoßdämpfern und Stabilisator aufgehängt. Die Achse und der Motor sind auf einem Fahrschemel montiert, der hinten über Gummilager und vorn über (die Längskräfte aufnehmende) Blattfedern mit der Karosserie verbunden ist.
Die Baureihe W 108 hatte von Anfang an Scheibenbremsen an allen vier Rädern. Zur Bremse gehört ein Unterdruckservo. Die Feststellbremse wirkt über Seilzüge auf Duo-Servo-Trommelbremsen an der Hinterachse.
Die Kugelumlauflenkung konnte gegen Aufpreis mit Servo ausgestattet werden.
Im Gegensatz zu seinem Vorgängermodell wurde der neue 300 SE (mit kurzem Radstand, ohne „L“) nicht mehr mit Luftfederung ausgerüstet. Dafür ist, wie auch bei den beiden 2,5-Liter-Typen, eine hydropneumatische Ausgleichsfeder in der Mitte über dem Gelenk der Eingelenkpendelachse serienmäßig, die das Niveau der Karosserie konstant hält. Bei der Vorgängerbaureihe, der sogenannten Heckflosse, war diese hydropneumatische Ausgleichsfeder nur bei den „Universal“ genannten Kombimodellen und beim 230 S Serienausstattung.

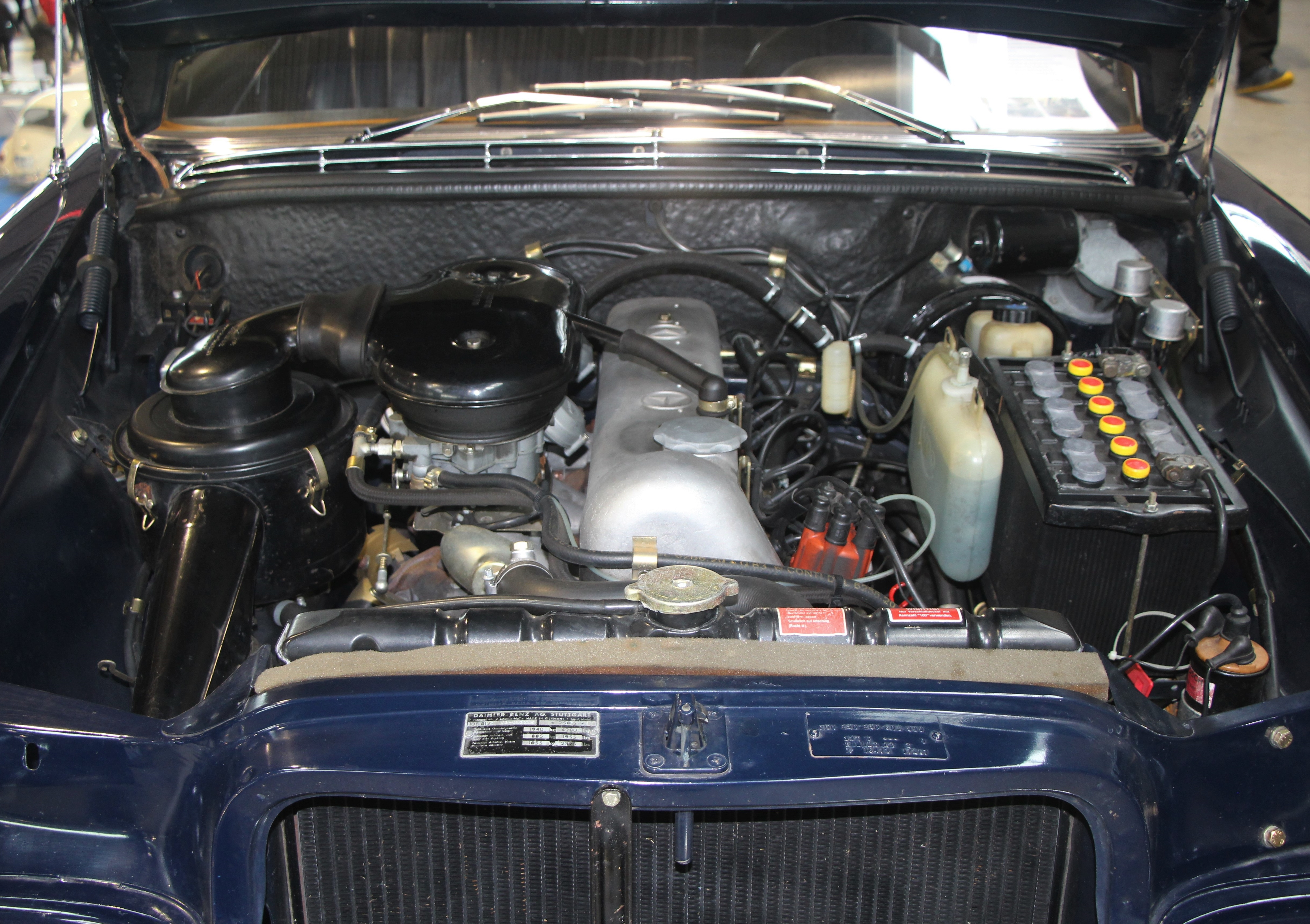
Motorraum des 250 S

Bei den Automatik-Versionen änderte sich 1968 die Bedienung des Wählhebels: die Parkstellung P war zunächst hinten, 1968 kam sie, wie heute allgemein üblich, nach vorn. Dies war die Folge des Einsatzes der neueren Getriebebaureihen. Der Lenkrad-Wählhebel der Automatik als Sonderausstattung wurde nur noch selten gewählt, weil er als veraltet empfunden wurde. Jedoch waren Lenkradschalthebel die Voraussetzung, vorn mit drei Personen bzw. zwei Beifahrern fahren zu dürfen. Hierzu wird ein kleines Sitzkissen in die Ablageschale zwischen den Sitzen gelegt und die Mittelarmlehne mit gepolsterter Unterseite hochgeklappt, sodass auf dem provisorisch verbreiterten Beifahrersitz zwei Personen Platz nehmen können. Jedoch verschwand diese Art der Sitzbank-Nutzung in den 1970er Jahren allmählich. Das Anschnallen zweier Beifahrer war nicht möglich; ohne Sicherheitsgurt zu fahren vertrug sich nicht mit dem Gedanken bestmöglicher Sicherheit, den Daimler-Benz stets propagierte. Versionen mit Lenkradschalthebeln und Sitzkissen dürfen bis heute mit drei Personen vorn gefahren werden.
Ab März 1971 gab es einen 280 SE 3.5 und einen 280 SEL 3.5. Der Motor des Typs M 116 war ab 1969 im W 109 (Modell 300 SEL 3.5) angeboten worden. Der V8-Motor hatte 3,5 Liter Hubraum, 200 PS (147 kW) und war der erste Mercedes-Benz mit elektronischer Saugrohreinspritzung (Bosch D-Jetronic). Der 280 SE mit Sechszylindermotor war auch weiterhin erhältlich, während der 280 SEL zugunsten des Achtzylindermodells aus dem Programm genommen wurde.

### US-Versionen

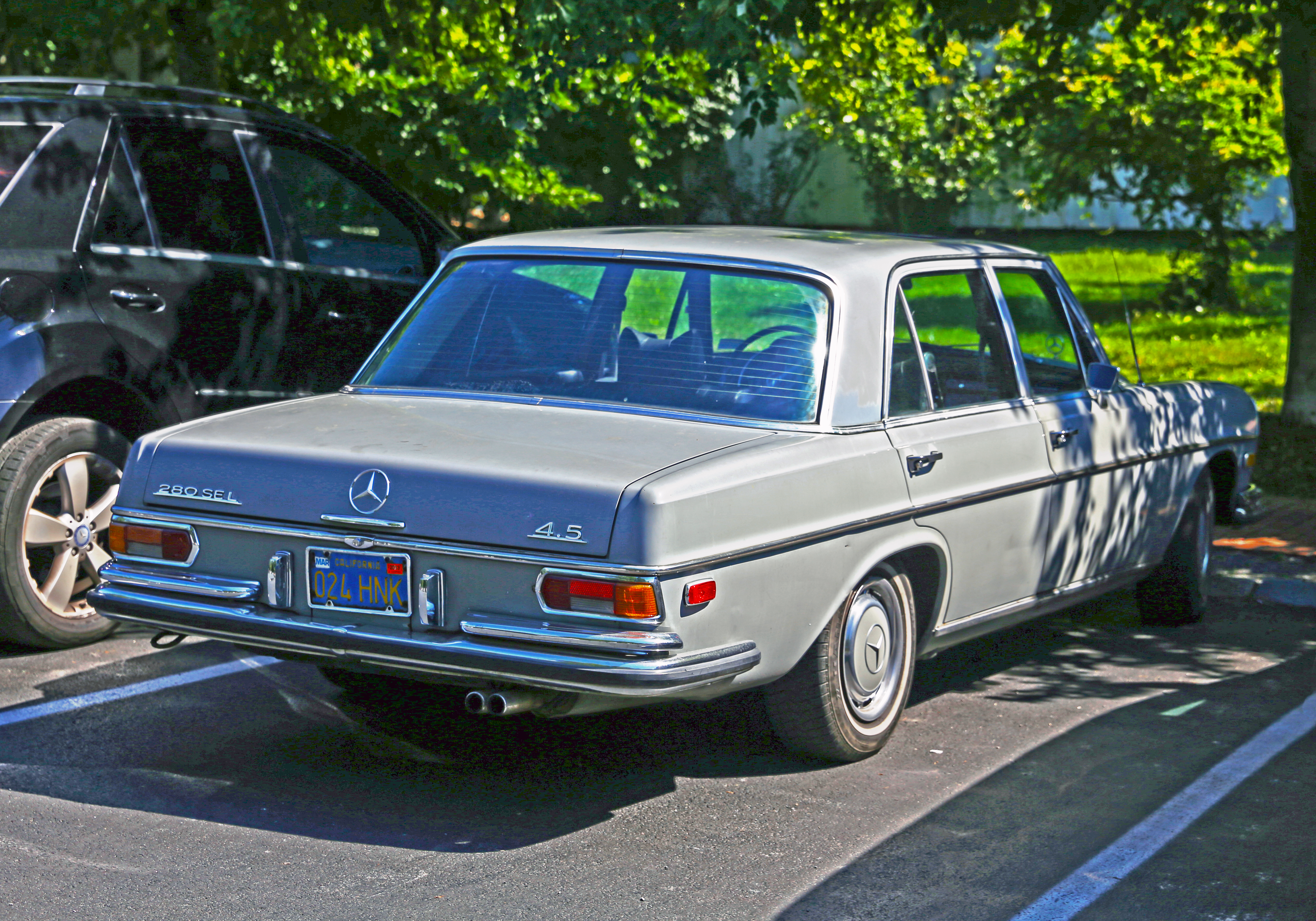
280 SEL 4.5 (US-Version)

Zunächst ausschließlich für den nordamerikanischen Markt hatte man parallel zum 3,5-Liter-V8-Motor eine im Hubraum vergrößerte Variante mit 4,5 Litern entwickelt, die ab Mai 1971 in den Exportmodellen 280 SE 4.5, 280 SEL 4.5 und 300 SEL 4.5 (W 109) ausgeliefert wurde. Dies war notwendig, um den amerikanischen Abgasvorschriften und mit einer niedrigeren Verdichtung dem damals teils noch niederoktanischen Treibstoff in den USA zu genügen. Die Leistung der 4,5-Liter-USA-Motoren lag mit 198 PS (146 kW) knapp auf dem Niveau der Europa-Motoren mit 3,5 Liter.
Ein Unterschied besteht in den Automatikgetrieben der 4,5-Liter-Versionen für die USA: Sie entsprechen schon dem moderneren Typ mit Drehmomentwandler – sind allerdings Dreigang-Automaten.
Alle drei V8-Motoren, die kleineren Typen mit 3,5 und 4,5 Liter ebenso wie der große 6,3-Liter-V8-Motor (nur im W 109), wurden dann auch im Nachfolgemodell W 116 mit Drehmomentwandler verwendet. Die Achtzylinder erhielten ein Dreigang-, die Sechszylinder ein Vierganggetriebe.

### Von der Mechanik zur Elektronik
Die mechanischen Sechsstempel-Einspritzpumpen lösten bei Baubeginn die einfacher aufgebauten Einspritzsysteme mit Zweistempelpumpen und Mengenteilern ab, die nur schwer sauber einzustellen waren und oft mit hohem Verbrauch auffielen. Diesen Systemen war, im Gegensatz zu den einfacheren Dieseleinspritzpumpen, ein stählerner Steuernocken („Raumnocken“) zu eigen. Er war in zwei voneinander unabhängigen Achsen verstellbar, und zwar wurde er entsprechend der Drehzahl längs verschoben und entsprechend der Last (Gaspedalstellung) verdreht. Der an einer feststehenden Tastrolle anliegende Nockenradius bestimmte die zuzumessende Kraftstoffmenge. Der komplexe, kopiergefräste Raumnocken („Kartoffel“) bildete das Verbrauchskennfeld des Motors ab. Hinzu kamen Korrekturelemente für Motortemperatur und Höhe.
Die feinmechanischen Anforderungen dieser Bosch-Systeme führten in den 1960er Jahren zu den bis dahin komplexesten Wartungs- und Reparaturarbeiten an Automobilen. Diese Systeme waren dann mit ihren Fertigungskosten, Eigenheiten und Mängeln ein Anlass, in den 1970er Jahren einfachere Systeme zu entwickeln.
Die Achtzylinder mit 3,5 und 4,5 Liter Hubraum bekamen als erste Serienfahrzeuge von Daimler-Benz ein elektronisches Einspritzsystem, die Bosch-D-Jetronic.

## Motoren und Antrieb
- 250 S und 280 S haben zwei Zenith-Registervergaser; die Motoren leisten 130 und 140 PS (96 und 103 kW).
- E bezeichnet Einspritzmotoren:

1. 250 SE, 280 SE(L) und 300 SE haben Sechszylinder-Reihenmotoren mit mechanischer Sechsstempel-Einspritzpumpe von Bosch und Leistungen von 150, 160 und 170 PS (110, 118 und 125 kW).
2. Die V8-Motoren (M 116 / M 117) mit 3,5 und 4,5 Liter (US-Version) Hubraum haben eine elektronische Saugrohreinspritzung (Bosch D-Jetronic) und Motorleistungen von 200 und 198 PS (147 und 146 kW).

Fahrzeuge mit Sechszylindermotor wurden serienmäßig mit Viergang-Schaltgetriebe geliefert. Der W 108 erhielt als Sonderausstattung zuerst das neu entwickelte automatische DB-Getriebe K4A 025 und wurde mit den Änderungen der Modellpflege ab 1968 je nach Motorisierung auf die Folgegetriebe der Baumuster 722.0, 722.1 und 722.2 umgestellt. Ab 1969 gab es ein Fünfgang-Schaltgetriebe, eine sehr selten bestellte Option. Die Achtzylinder-Modelle hatten serienmäßig ein Viergang-Automatikgetriebe mit hydraulischer Kupplung (also keinen Drehmomentwandler) oder auf Wunsch gegen Minderpreis das recht selten georderte Viergang-Schaltgetriebe. Lediglich die ab 1971 ausschließlich in die USA gelieferten 4.5er-Modelle hatten eine Dreigangautomatik mit Drehmomentwandler, die auch im Nachfolgetyp W 116 Verwendung fand.
Optional war ein Sperrdifferential erhältlich.

## Technische Daten
|                          | 250 S           | 250 SE          | 300 SEb                                                                                       | 280 S              | 280 SE             | 280 SEL                         | 280 SE 3.5      | 280 SEL 3.5     | 280 SE 4.5                      | 280 SEL 4.5                     |
| Konstruktionsbezeichnung | W 108 II        | W 108 III       | W 108 IV                                                                                      | W 108 V 28         | W 108 E 28         | W 108 E 28                      | W 108 E 35/1    | W 108 E 35/1    | W 108 E 45                      | W 108 E 45                      |
| Baumuster                | 108.012         | 108.014         | 108.015                                                                                       | 108.016            | 108.018            | 108.019                         | 108.057         | 108.058         | 108.067                         | 108.068                         |
| Bauzeitraum              | 7/1965 – 3/1969 | 8/1965 – 1/1968 | 8/1965 – 12/1967                                                                              | 11/1967 – 9/1972   | 11/1967 – 9/1972   | 1/1968 – 4/1971                 | 7/1970 – 8/1972 | 7/1970 – 8/1972 | 4/1971 – 11/1972                | 5/1971 – 11/1972                |
| Stückzahl                | 74.677          | 55.181          | 2.737                                                                                         | 93.666             | 91.051             | 8.250                           | 11.390          | 951             | 13.527                          | 8.173                           |
| Motor                    |                 |                 |                                                                                               |                    |                    |                                 |                 |                 |                                 |                                 |
| Motortyp                 | R6-Ottomotor    | R6-Ottomotor    | R6-Ottomotor                                                                                  | R6-Ottomotor       | R6-Ottomotor       | R6-Ottomotor                    | V8-Ottomotor    | V8-Ottomotor    | V8-Ottomotor                    | V8-Ottomotor                    |
| Motorbezeichnung         | M 108.920       | M 129.980       | M 189.989                                                                                     | M 130.920          | M 130.980          | M 130.980                       | M 116.980       | M 116.980       | M 117.984                       | M 117.984                       |
| Hubraum [cm³]            | 2496            | 2496            | 2996                                                                                          | 2778               | 2778               | 2778                            | 3499            | 3499            | 4520                            | 4520                            |
| Leistung [kW (PS)]       | 96 (130)        | 110 (150)       | 125 (170)                                                                                     | 103 (140)          | 118 (160)          | 118 (160)                       | 147 (200)       | 147 (200)       | 146 (198)                       | 146 (198)                       |
| Getriebe                 |                 |                 |                                                                                               |                    |                    |                                 |                 |                 |                                 |                                 |
| Automatikgetriebe        | 4-Gang          | 4-Gang          | 4-Gang                                                                                        | 4-Gang             | 4-Gang             | 4-Gang                          | 4-Gang          | 4-Gang          | 3-Gang                          | 3-Gang                          |
| Schaltgetriebe           | 4-Gang          | 4-Gang          | 4-Gang · 5-Gang                                                                               | 4-Gang · 5-Gang    | 4-Gang · 5-Gang    | 4-Gang · 5-Gang                 | 4-Gang          | 4-Gang          | –                               | –                               |
| Hinterachsgetriebe       | 3,92            | 3,92            | 4,08 · 3,92 · 3,69                                                                            | 4,08 · 3,92 · 3,69 | 4,08 · 3,92 · 3,69 | 4,08 · 3,92 · 3,69              | 3,46            | 3,46            | 3,23                            | 3,23                            |
| Messwerte                |                 |                 |                                                                                               |                    |                    |                                 |                 |                 |                                 |                                 |
| 0–100 aut/man [s]        | 12,9/12,8       | 12/11,8         | 11,2 (HA 3,92) 11,3 (HA 3,69) 4-Gang: 11,2 (HA 3,92) 4-Gang: 11,3 (HA 3,69) 5-Gang: 10,9      | 12,5               | 11,2/10,5          | 11,2/10,5                       | 9,4/9,0         | 9,4/9,0         | 11                              | 11                              |
| Vmax aut/man [km/h]      | 175/180         | 185/190         | 185 km/h (HA 3,92) 195 km/h (HA 3,69) 4-Gang: 190 (HA 3,92) 4-Gang: 200 (HA 3,69) 5-Gang: 200 | 180/185            | 185/190            | 185/190                         | 205/210         | 205/210         | 200                             | 200                             |
| Verbrauch [l/100 km]     | 11,7            | 11,7            | 12,5 l (HA 3,92) 11,8 l (HA 3,69) 4-Gang: 12,5 (HA 3,92) 4-Gang: 11,8 (HA 3,69)               | 12,3               | 12,3               | 12,3                            | 13              | 13              | 15                              | 15                              |
| Bemerkungen              |                 |                 |                                                                                               |                    |                    | 280 SE lang ab 09/1969: 280 SEL |                 |                 | nur für Export nach Nordamerika | nur für Export nach Nordamerika |
| Quelle                   |                 |                 |                                                                                               |                    |                    |                                 |                 |                 |                                 |                                 |

## Produktionszahlen W108
In den Jahren 1970 bis 1972 wurden innerhalb der Baureihe Mercedes-Benz W 108 in den 280er Modellreihen Motoren mit 2,8 Liter, 3,5 Liter und 4,5 Liter Hubraum eingebaut (siehe Abschnitt "Technische Daten"). Mit Luftfederung und auch größeren Motoren wurde die Modellreihe Mercedes-Benz W 109 gebaut. Deren Produktionszahlen finden sich in Mercedes-Benz W 109#Produktionszahlen W 109.
Die Gesamtproduktion der Baureihe Mercedes-Benz W 108 von 1965 bis 1972 umfasst 330.495 Fahrzeuge. Nachstehend dazu eine Aufstellung:
|             | Jahr | 1965  | 1966   | 1967   | 1968   | 1969   | 1970   | 1971   | 1972   | Summe   |
| ----------- | ---- | ----- | ------ | ------ | ------ | ------ | ------ | ------ | ------ | ------- |
| 250 S       |      | 2.844 | 31.564 | 37.866 | 2.014  | 389    |        |        |        | 74.677  |
| 250 SE      |      | 1.334 | 26.555 | 27.242 | 50     |        |        |        |        | 55.181  |
| 280 S       |      |       |        | 762    | 20.110 | 25.249 | 24.882 | 16.234 | 6.429  | 93.935  |
| 280 SE      |      |       |        | 365    | 18.685 | 25.081 | 25.627 | 14.871 | 6.422  | 91.051  |
| 280 SEL     |      |       |        |        | 1.688  | 2.610  | 3.674  | 278    |        | 8.250   |
| 300 SE      |      | 214   | 1.989  | 534    |        |        |        |        |        | 2.737   |
| 300 SEL 3.0 |      | 1     | 1.404  | 964    |        |        |        |        |        | 2.369   |
| 300 SEL 2.8 |      |       |        | 37     | 1.325  | 1.137  | 20     |        |        | 2.519   |
| Summe       |      | 4.393 | 61.119 | 67.770 | 43.872 | 54.466 | 54.248 | 31.383 | 12.851 | 330.495 |

## Varianten und Sonderausstattungen

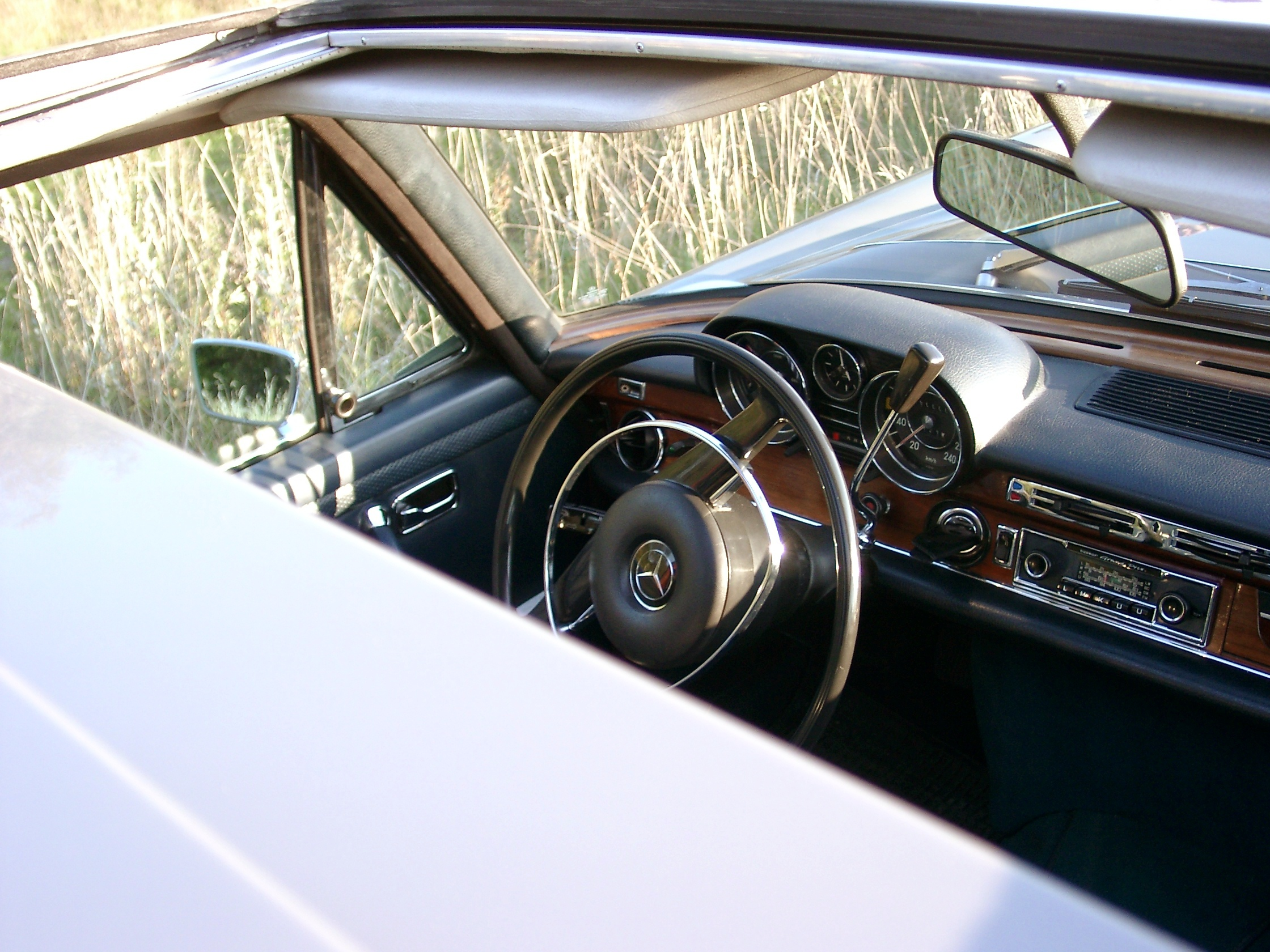
Blick in den Innenraum

Es gab werksseitig nur Viertürer-Limousinen in zwei Radständen. Vereinzelt sollen auch Viertürer-Limousinen zu Cabriolets oder Landaulets umgebaut worden sein.
Viele S-Klasse-Fahrzeuge dieser Baureihe wurden in fortgeschrittenem Gebrauchtwagen-Stadium Ende der 1980er Jahre auf sparsame Dieselmotoren umgebaut. Die Mechanik der Heckflossen-Modelle konnte hierzu recht einfach eingebaut werden.
Es waren zahlreiche Sonderausstattungen verfügbar:
- Elektrische Fensterheber zweifach oder vierfach
- Kopfstützen zweifach oder vierfach
- Diverse Radiomodelle vom Hersteller Becker
- Zentralverriegelung
- Servolenkung, ab 1968 serienmäßig
- Automatik, beim 280 SE/L 3.5, 4.5 (USA) serienmäßig
- Automatikwählhebel am Lenkrad anstatt in der Mittelkonsole
- Fünfganggetriebe (nur Sechszylinder)
- Klimaanlage
- Elektrisches Schiebedach
- Geschmiedete Fuchs-Leichtmetallräder („Barockfelgen“)
- Getönte Sonnenschutz-Verglasung, bei späteren Modellen teilweise serienmäßig
- Anhängerkupplung mit festem bzw. abnehmbarem Kugelkopf
- Halogenscheinwerfer (Doppelleuchten), beim 300 SEL 6.3 (W 109) und ab 1969 Serie
- Scheinwerferwischwaschanlage (ab April 1972)
- Suchscheinwerfer
- Tropenfahrwerk
- Rechter Außenspiegel
- Leselampen im Fond, beim 300 SEL 6.3 (W 109) serienmäßig
- Velour- oder Ledersitzbezüge anstatt Stoff mit PVC-Seitenwangen
- Lackierung mit Metalliceffekt
- Radlaufchrom

Weiterhin erfüllte Daimler-Benz gegen entsprechenden Aufpreis auch ausgefallene Kundenwünsche.

## Exportmodelle

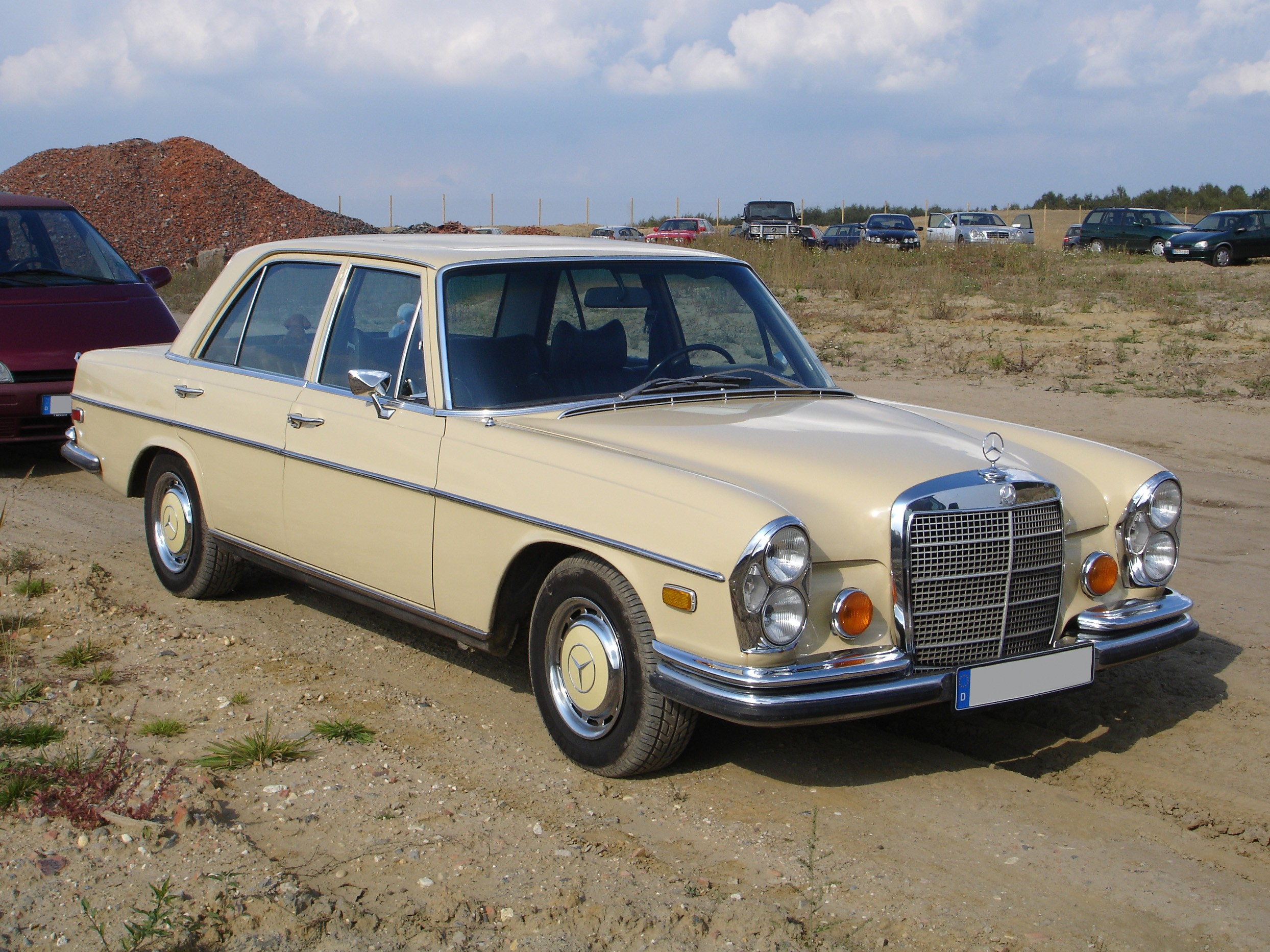
280 S (US-Version)

US-Exportfahrzeuge waren serienmäßig „umweltfreundlicher“ als die anderen Fahrzeuge. Erreicht wurden die strengen kalifornischen Zulassungsbestimmungen mit niedrigerer Verdichtung und entsprechender Minderleistung, geschlossener Tankentlüftung und einer Nachverbrennung der Abgase. Dazu gab es bei den Vergasermotoren eine keilriemengetriebene Pumpe, die Luft in den Abgaskrümmer blies.
In den USA wurden die Limousinen entsprechend der amerikanischen Gesetzgebung mit zwei übereinanderliegenden Rundscheinwerfern (Sealed Beam) angeboten. Für die europäischen Fahrzeuge waren einteilige, runde Scheinwerfer mit "Bilux" Leuchtmittel hinter hochkant stehenden hufeisenförmigen Streuscheiben in zwei Varianten (gerundete, so genannte "Gurkengläser" oder flache Scheiben) die Regel.
Ab 1969 wurden ähnliche Doppelscheinwerfer auch für den europäischen Markt angeboten, hier mit den seinerzeit neuen "H1" Halogenleuchtmitteln. Aufgrund der wesentlich größeren Lichtstärke wurden viele ältere Wagen auf die Doppelscheinwerfer umgebaut. Daher sind heute die Einzel-Langscheinwerfer seltener und deshalb begehrter.